# Bosc d'Eroles
El Bosc d'Eroles és un bosc al terme municipal de Tremp, al Pallars Jussà, dins de l'antic terme de Sapeira. Està situat a l'est-sud-est del poble d'Espills, i al nord-oest del d'Eroles, però amb la carena de Rocalamola enmig. És al fons de la vall del barranc del Bosc, a l'esquerra d'aquest curs d'aigua. És a l'extrem de ponent de l'Obaga de Rocalamola, al nord-oest del cim d'aquest nom.